# Hersilia mimbi
Espèce
Hersilia mimbi est une espèce d'araignées aranéomorphes de la famille des Hersiliidae.

## Distribution
Cette espèce est endémique du Kimberley en Australie-Occidentale.

## Description
Le mâle mesure 7,5 mm et la femelle 7,8 mm.

## Étymologie
Son nom d'espèce lui a été donné en référence au lieu de sa découverte, la grotte Mimbi Cave.

## Publication originale
- Baehr & Baehr, 1993 : New species and new records of Hersiliidae from Australia, with an updated key to all Australian species (Arachnida: Araneae: Hersiliidae): Fourth supplement to the revision of the Australian Hersiliidae. Records of the Western Australian Museum, vol. 16, p. 347-391 (texte intégral).